# British Comedy Awards 1996

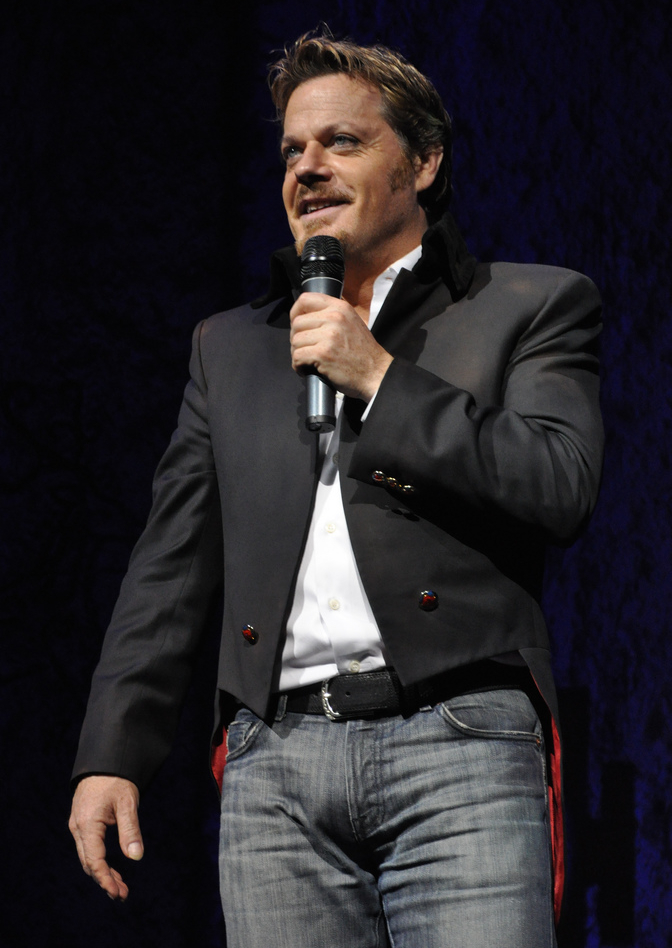
Eddie Izzard, najlepszy stand-up

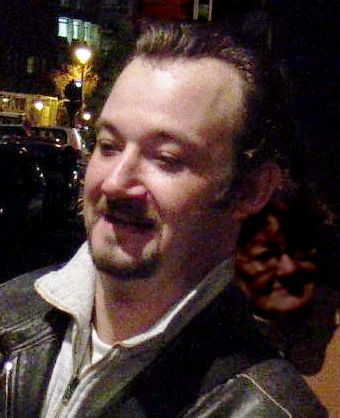
James Dreyfus, najlepszy debiut komediowy

British Comedy Awards 1996 – siódma edycja nagród British Comedy Awards, zorganizowana w 1996 roku. Tradycyjnie już ceremonię wręczenia nagród poprowadził Jonathan Ross. W obu głównych kategoriach aktorskich nagrody otrzymały gwiazdy serialu Ojciec Ted, który został również uznany za najlepszy sitcom emitowany przez telewizję Channel 4.

## Lista laureatów
- Najlepszy telewizyjny aktor komediowy: Dermot Morgan
- Najlepsza telewizyjna aktorka komediowa: Pauline McLynn
- Najlepsza telewizyjna osobowość komediowa: Vic Reeves i Bob Mortimer
- Najlepszy prezenter programów rozrywkowych (BBC1): Ruby Wax
- Najlepszy prezenter programów rozrywkowych (ITV): Cilla Black
- Najlepszy prezenter programów rozrywkowych (BBC2/Channel 4): Chris Evans
- Najlepszy wykonawca komedii: Paul Whitehouse
- Najlepsza wykonawczyni komedii: Caroline Ahern
- Najlepszy debiut komediowy: James Dreyfus
- Najlepszy cykl komediowy: The Fast Show
- Najlepszy telewizyjny komediodramat: Outside Edge
- Najlepszy sitcom: Cienka niebieska linia
- Najlepszy sitcom (BBC): Jedną nogą w grobie
- Najlepszy sitcom (ITV): The 10%ers
- Najlepszy sitcom (Channel 4): Ojciec Ted
- Najlepsza komedia dla dzieci: Woof!
- Najlepszy program rozrywkowy: TFI Friday
- Najlepsza komedia filmowa: Babe – świnka z klasą
- Najlepsza zagraniczna komedia telewizyjna: Frasier
- Najlepsza komedia radiowa: People Like Us
- Najlepszy stand-up: Eddie Izzard
- Nagroda Brytyjskiej Gildii Scenarzystów dla najlepszego scenarzysty komediowego: Jonny Speight
- Nagrody za całokształt twórczości:
- Dave Allen
- Cilla Black